# 無明山
無明山（むめいざん）は、台湾の台中市和平区と花蓮県秀林郷の境界に位置する標高3,449mの山。太魯閣国家公園に属する。

## 概要
中央山脈の山で、北二段では最も険しく標高が高い。台湾百岳では31であった。北側は鬼門關断崖、南側は無明断崖と呼ばれる崖地形が形成されているため、「十峻」の一つに含まれる。
タイヤル族、セデック族、タロコ族の領域内にあり、狩猟場を巡って部族間で頻繁に紛争していたという。
「無明山」という名前は日本統治時代の地図で初めて登場したが、一部では「無名山」とも表記されており、現在でも西側では「無明」、東側では「無名」で呼ばれている。遠隔地に位置しており、登山者が少ないことに加え、不安定な天候により山容が見えづらいことから「無名」という名前が付き、のちに「無明山」に転じたという説がある。